# Beringovo morje
Beringovo morje (angleško Bering Sea; rusko Берингово море, Beringovo more; jupiško Imarpik) je robno morje Tihega oceana, ki leži na njegovem skrajnem severu in pokriva površino približno dva milijona km². Poimenovano je bilo po danskem pomorščaku Vitusu Beringu, ki je v službi Rusije leta 1728 priplul vanj iz smeri severa in bil prvi Evropejec, ki je sistematično raziskal to vodno območje.
Beringovo morje obsega globoko morsko kotanjo, ki se postopoma dviga v plitvejši del nad celinskimi policami. Njegova zahodna obala je na azijski celini in skrajnem vzhodu Rusije oziroma Sibirije, kjer se razteza od Kamčatke na jugu do Anadirskega zaliva oz. Čukotskega polotoka na severu. Vzhodna obala Beringovega morja je na severnoameriški celini in meji na severozahodne predele ameriške zvezne države Aljaska, od Aljaškega polotoka na jugu do Sewardovega polotoka na severu. Na jugu je od Aljaškega zaliva in osrednjega dela Tihega oceana ločeno s podolgovatim Aljaškim polotokom in verigo otokov Aleutov, ki predstavlja nadaljevanje tega polotoka proti zahodu, vse do Komandantovih otokov, na severu pa preko Beringovega preliva meji na Čukotsko morje, ki je robno morje Arktičnega oceana. Najbolj vzhodni del Beringovega morja je Bristolski zaliv, ki meji na severno obalo Aljaškega polotoka in približno polovico ostale aljaške obale proti severu.
Ekosistem Beringovega morja vsebuje vire, ki so pod upravo ZDA in Rusije, njegov osrednji del pa spada v mednarodne vode ter je znan kot »Donut Hole«. Medsebojno delovanje tokov, morskega ledu in vremenskih razmer prispeva k pestremu ekosistemu.

## Opis in zgodovina
Po prepričanjih številnih znanstvenikov je bilo območje Tihega oceana, ki je v sedanjosti znano kot Beringovo morje, med zadnjo ledeno dobo toliko plitvo, da je lahko ljudem omogočalo pot peš iz Azije v Severno Ameriko, zlasti na območju sedanjega Beringovega preliva. Na podlagi teh prepričanj je nastala teorija o Beringiji oziroma o kopenskem mostu med Azijo in Severno Ameriko. Nekateri znanstveniki so celo prepričani, da je bila Beringija mesto prihoda prvih ljudi na tla obeh ameriških celin, vendar pa ta teorija ni splošno sprejeta.
Po navedbah Mednarodne hidrografske organizacije je severna meja Beringovega morja potek severnega tečajnika med Sibirijo na zahodu in Aljasko na vzhodu, ki je hkrati južna meja Čukotskega morja. Južna meja Beringovega morja pa sledi liniji Aleutov od Aljaske na vzhodu do Kamčatke na zahodu. Največja širina v smeri z zahoda proti vzhodu je približno 2400 kilometrov, v smeri s severa proti jugu pa približno 1600 kilometrov.
Poleg Aleutov je v Beringovem morju še nekaj otokov in otočij. Sredi Beringovega preliva sta Diomedova otoka, med katerima poteka meja med Rusijo in Združenimi državami Amerike, skrajni zahodni del Aleutov pa predstavljajo Komandantovi otoki, ki so edini del tega otočnega loka, ki pripada Rusiji. Južno od Beringovega preliva leži Otok svetega Lovrenca, ki pripada Združenim državam Amerike. Približno 320 kilometrov severno od vzhodnih otokov Aleutov so Pribilovovi otoki, ki so skupina štirih vulkanskih otokov in pripadajo Združenim državam Amerike.
Vodna območja znotraj Beringovega morja vključujejo Beringov preliv, Bristolski zaliv, Anadirski zaliv in Nortonov zaliv. Podmorski svet vključuje 16 kanjonov, med katerimi je Žemčugovov kanjon, ki je največji podmorski kanjon na svetu. Med najdaljše reke, ki se izlivajo v Beringovo morje, štejejo Anadir in Kamčatka na azijski obali oziroma Jukon in Kuskokwim na severnoameriški obali.
Glede na globino se razlikujeta severovzhodna in jugozahodna polovica Beringovega morja. Severovzhodna polovica je razmeroma plitvo območje celinskih polic. Gre za podmorsko ravnino, kjer globina morja večinoma ne presega 150 metrov. Jugozahodna polovica je prav tako podmorska ravnina, vendar pa je globina morja veliko večja ter se večinoma giblje od 3500 do 4000 metrov, na najgloblji točki pa doseže 4097 metrov. Jugozahodno vodno območje je razdeljeno na tri manjša vodna območja, katerih meje so podmorski grebeni.
Podnebje na območju Beringovega morja prehaja iz oceanskega v subarktično. Na jugu in zahodu skozi leto ni večjih sprememb temperature zraka. Za poletje je značilna velika količina dežja, pogosta pa je tudi megla, medtem ko so zime razmeroma blage, z rednim sneženjem in temperaturo zraka okoli ničle. Na severu in vzhodu je podnebje bolj ostro, poletja so sveža, pozimi pa je temperatura zraka lahko nižja od −35 °C. Na severu je poleti manj padavin v primerjavi z jugom, pozimi pa pogosto pihajo močni vetrovi. Na severu je povprečna letna temperatura zraka približno −10 °C, na jugu pa približno 4 °C. Povprečna temperatura morja se giblje od 1 °C do 5 °C. Letno obdobje pokritosti s snegom je najdaljše na Čukotskem polotoku, kjer traja skoraj deset mesecev. Najhladnejša meseca sta januar in februar, najtoplejša pa julij in avgust.

## Biotska raznovrstnost
V Beringovem morju živi več vrst kitov, vključno z belugami (Delphinapterus leucas), kitom grbavcem ter grenlandskim (Balaena mysticetus), sivim (Eschrichtius robustus) in sinjim kitom, pa tudi nekaj ranljivih in ogroženih vrst kitov, kot so kit glavač ter brazdasti kit in zajval (Balaenoptera borealis). V tem morju prav tako najdemo severnopacifiškega gladkega kita (Eubalaena japonica), ki je ena najbolj redkih vrst kitov na svetu. Med ostale vrste sesalcev štejejo mrož, Stellerjev morski lev (Eumetopias jubatus) in severni morski medved (Callorhinus ursinus) ter orka in severni medved.
Območje Beringovega morja je eno najpomembnejših gnezdišč morskih ptic na svetu. Na njem gnezdi približno trideset vrst morskih ptic, katerih osebkov je okrog dvajset milijonov. Med pogoste vrste morskih ptic štejejo čopasti mormon (Fratercula cirrhata), očalasta gaga (Somateria fischeri) in triprsti rdečenogi galeb (Rissa brevirostris), pomembna ranljiva vrsta pa je kratkorepi albatros (Phoebastria albatrus).
Beringovo morje je primeren življenjski prostor za različne vrste rib, ki jih je bilo potrjenih najmanj 419. Nekatere vrste rib so dovolj pogoste za vzdrževanje obsežnega komercialnega ribolova. Med njih štejejo pacifiška trska, nekaj vrst bokoplavutaric, soboljevka, pacifiški losos in pacifiški sled. Med pomembne vrste rakov štejeta kamčatska kraljevska rakovica in snežni morski pajek.
Nekatere živalske vrste, ki so bile nastanjene na območju Beringovega morja, so izumrle zaradi človeškega vpliva, zlasti čezmernega lova in ribolova ter prinašanja neavtohtonih vrst. Stellerjeva morska krava (Hydrodamalis gigas) in očalasti kormoran (Phalacrocorax perspicillatus) sta bili živalski vrsti, ki sta izumrli zaradi čezmernega lova. Beringova kanadska gos (Branta canadensis asiatica) je bila manjša podvrsta kanadske gosi, ki je izumrla zaradi kombinacije čezmernega lova in prinašanja neavtohtonih podgan na otoke, kjer je gnezdila.